# Niamh Algar
Niamh Algar (Mullingar, 28 giugno 1992) è un'attrice irlandese.
Attiva stabilmente a partire dal 2014, nel corso della sua carriera ha ottenuto dei ruoli di rilievo in serie TV come Pure e Raised by Wolves - Una nuova umanità e dei ruoli da protagonista in film come Censor e The Last Right. Ha inoltre ricevuto una nomination ai premi BAFTA.

## Carriera
Dopo aver studiato design ed essersi laureata in recitazione a Dublino, Algar esordisce come attrice nel 2011 in un episodio della serie TV Reabhloid. É tuttavia nel 2014 che inizia a lavorare stabilmente nel mondo della recitazione, iniziando ad apparire in ruoli minori in vari film e singoli episodi di differenti serie TV. Nel 2016 ottiene il suo primo ruolo di rilievo interpretando Olivia nel film Without Name. Tra 2018 e 2019 ottiene numerosi ruoli ricorrenti in varie serie TV tra cui Pure, MotherFatherSon e The Virtues, nonché il suo primo ruolo da protagonista nel film The Last Right. 
Sempre nel 2019 interpreta il ruolo di Ursula nel film L'ombra della violenza, ottenendo una nomination ai BAFTA Awards come miglior attrice non protagonista. Nel 2020 è fra i personaggi principali della serie TV Raised by Wolves - Una nuova umanità, mentre nel 2021 è protagonista nel film horror Censor e nella miniserie televisiva Deceit. Sempre nel 2021 viene diretta da Guy Ritchie in Wrath of Man.

## Filmografia

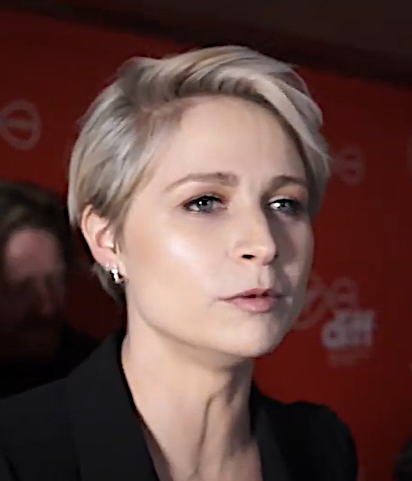
Algar nel 2020

### Cinema
- Trampoline, regia di Thomas Ryan (2014)
- The Light of Day, regia di Amy Carroll, Conor Dowling e Eoin O'Neill (2014)
- From the Dark, regia di Conor McMahon (2014)
- Without Name, regia di Lorcan Finnegan (2016)
- The Drummer and the Keeper, regia di Nick Kelly (2017)
- L'ombra della violenza (Calm with Horses), regia di Nick Rowland (2019)
- The Last Right, regia di Aoife Crehan (2019)
- Censor, regia di Prano Bailey-Bond (2021)
- La furia di un uomo - Wrath of Man (Wrath of Man), regia di Guy Ritchie (2021)
- Il prodigio (The Wonder), regia di Sebastián Lelio (2022)

### Televisione
- Reabhloid – serie TV, 1 episodio (2011)
- The Savage Eye – serie TV, 1 episodio (2014)
- The Savage Eye: An Irish Guide to Failure, regia di Kieron J. Walsh – film TV (2014)
- Vikings – serie TV, 1 episodio (2015)
- The Bisexual – serie TV, 5 episodi (2018)
- Pure – serie TV, 6 episodi (2018)
- MotherFatherSon, regia di James Kent e Charles Sturridge – miniserie TV, 5 puntate (2019)
- The Virtues, regia di Shane Meadows – miniserie TV, 4 puntate (2019)
- Raised by Wolves - Una nuova umanità (Raised by Wolves) – serie TV, 16 episodi (2020-2022)
- Deceit, regia di Niall MacCormick – miniserie TV, 4 puntate (2021)
- Rapina e fuga (Culprits) – serie TV, 5 episodi (2023)
- Mary & George, regia di Oliver Hermanus, Alex Winckler e Florian Cossen – miniserie TV, 6 puntate (2024)

## Doppiatrici italiane
Nelle versioni in italiano delle opere in cui ha recitato, Niamh Algar è stata doppiata da:
- Valentina Favazza[5] in MotherFatherSon, La furia di un uomo - Wrath of Man, Rapina e fuga[6], Mary & George
- Domitilla D'Amico in Raised by Wolves - Una nuova umanità
- Chiara Colizzi in Il prodigio